# 太陽餅
太陽餅（たいようへい、繁: 太陽餅、拼音: tàiyángbǐng タイヤンピン、英: suncake）は、台湾中部の台中市の特産品焼き菓子。
英語名のsuncakeという表記にも見られるように、この「餅」は、月餅・燒餅といった他の台湾菓子と同じく、餅 (中国)の小麦粉や砂糖を混ぜて焼いた菓子の意味であり、日本語でいう餅が入っているわけではない。

## 概要
1911年頃、魏清海が麦芽餡入りの菓子を改良し、周りにパイ状の皮を包み焼いて提供し始めた。焼き具合によって皮が黄金色に見え、丸くて平べったい見た目で、太陽に似ていることから「太陽餅」と名付けられた。豆乳に浸してパイを柔らかくして食べる者も多く、別名を「泡餅」(泡は“浸す”という意味)「細餅」とも呼ばれる。

## 名産品として
サクサクとした食感や手のひらサイズであることから土産品としても人気となり、今や台中市内には太陽餅の販売店が多数軒を連ねている。パイ状でぽろぽろとこぼれやすいという食べにくさも、梱包技術の発達で個包装にすることで持ち運びやすくなり、今日では、台北市内や台湾桃園国際空港内の免税店など、様々な場所で買うことが可能となりポピュラーな菓子となった。
皮にフレーバーや色をつけてマカロン風にした太陽餅（馬卡龍系列太陽餅）や、カフェでホットミルクと共にセットで泡餅としてメニュー提供するなど、現代では多くの人に愛される台湾菓子となっている。

## 台灣太陽餅博物館

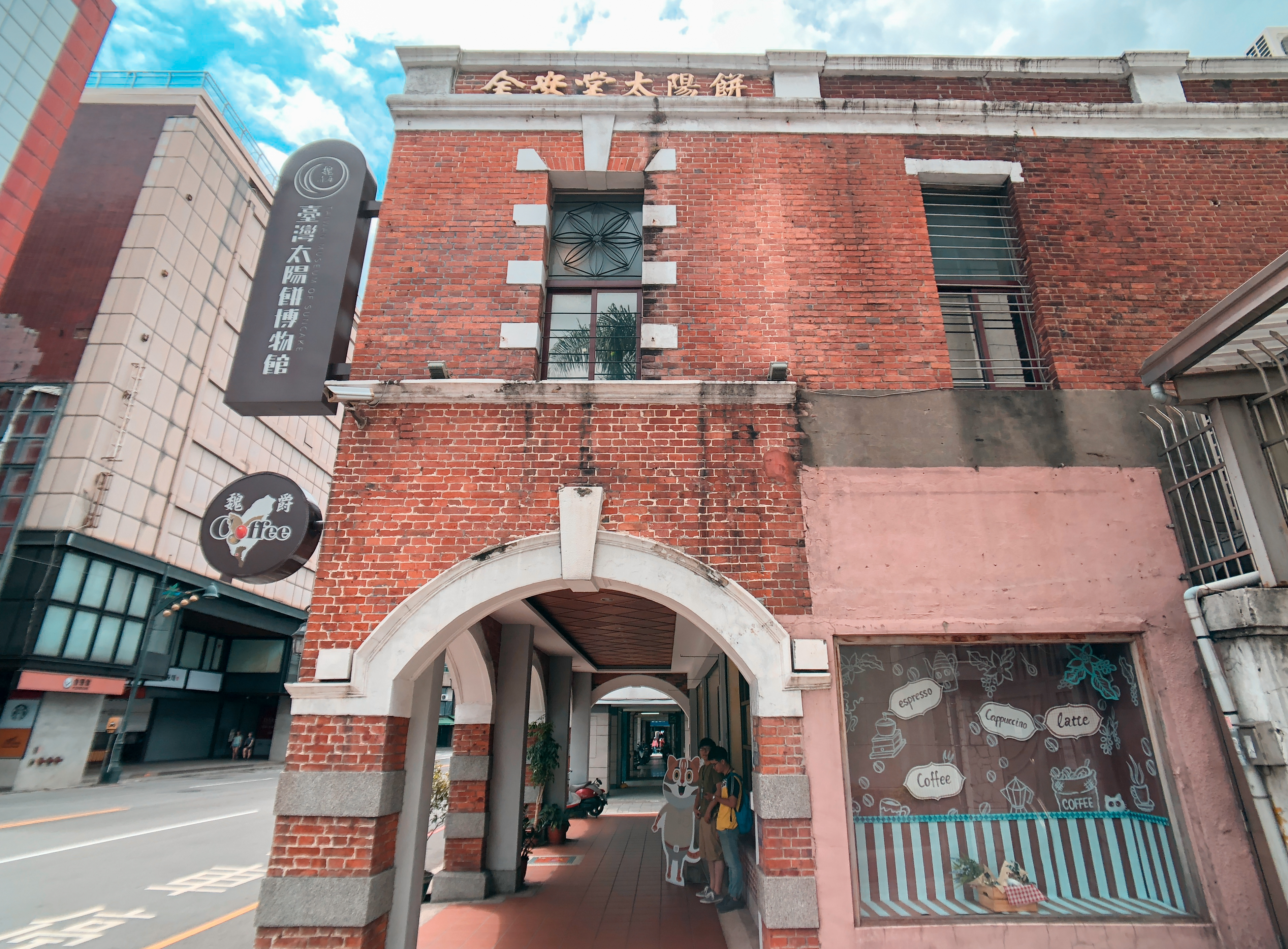
日本統治時代の建築「全安堂」は、現在、「台湾太陽餅博物館」となっている。

創始者となる魏清海の店は現存しないが、台中市にある台湾太陽餅博物館（台湾台中市中区台湾大道一段145号）で孫の魏清海太陽餅老店の太陽餅が提供されている。台湾太陽餅博物館は、日本統治時代に建設された「全安堂」の煉瓦造りの重厚な建築物であり、百年を経た今も見事な風格がそのままに現存している。全安堂は、かつて輸入薬品や民生用品等が販売されていた薬局であった。内部はリノベーションされており、各社の太陽餅だけでなく、太陽餅作り体験や月餅などの他の台湾名産品も取り揃えられ、今も人々が集まる人気のスポットとなっている。